# Skrawalność
Skrawalność jest to zdolność kształtowania się materiału na drodze obróbki wiórowej przy zastosowaniu odpowiednich narzędzi i procesów technologicznych. Skrawalność zależy od wielu czynników:
- od własności materiału obrabianego,
- od własności ostrza, którym obrabiamy materiał,
- od technologii skrawania.